# Short R31
Les Short R31 et R32 sont deux dirigeables britanniques construits durant la Première Guerre mondiale sous la direction de l'Amirauté britannique, également connus sous la désignation générique de Dirigeable Type 31.

## Origine et développement
Début 1916 certains détails de construction des dirigeables rigides allemands Schütte-Lanz (S.L.6 et peut-être S.L.6) parvinrent en Grande-Bretagne. Grâce en particulier à un employé suisse de la firme Schütte-Lanz, Hermann Müller, qui gagna la Grande-Bretagne avec un nombre important de documents et participa à la construction des dirigeables chez Short. Les dirigeables Type 31 se présentaient donc comme une version allongée des S.L.6, après conversions des cotes du système métrique au système Impérial. Le diamètre était identique mais deux sections de 12 m étaient ajoutées, portant le nombre de cellules de gaz à 20 et la capacité totale à 43 975 m3. Le nombre de moteurs passait à six.
Lancée en mai 1916, la construction de deux aérostats fut confiée à la firme Short Brothers dans l’usine pour dirigeables de Cardington, près de Bedford, mais la conception restait sous le contrôle de l’Amirauté britannique. C’est donc CIR Campbell et CPT Lipscombe qui furent chargés du projet. 

## Deux aérostats pour une courte carrière
- R31 : Le premier Type 31 prit l’air le 1er août 1918, équipé de six moteurs Rolls Royce Eagle IV de 300 ch. Au moment où cet aérostat avait été mis en chantier la composition de la colle à base de caséine utilisée en Allemagne pour assembler la structure en bois n’était pas connue et ce dirigeable fut en partie assemblé avec de la colle Scotch[1], inadaptée, qui posa des problèmes dès que le gonflage des cellules débuta. La structure de l’empennage s’avéra également fragile et le R31 fut réformé à l’issue de son deuxième et dernier vol le 11 juin 1918[1], totalisant tout juste 8 h 55 min de vol. Il ne fut passé au pilon à Howden qu’en juillet 1919, l’étude de ses défauts servant à la construction du suivant.
- R32 : Bénéficiant de l’expérience acquise sur le R-31, le second Type 31 ne prit l’air que le 3 septembre 1919. Un moteur avait été supprimé et la taille de l’empennage réduite[1]. Atteignant 114 km/h, cet aérostat offrait des performances intéressantes mais arrivait trop tard. Il effectua son dernier vol en octobre 1920 et fut passé au pilon à Howden le 27 avril 1921 après avoir totalisé 212 h 45 min de vol[1].